# Samsung Galaxy M10
Samsung Galaxy M10 – smartfon z Androidem wyprodukowany przez firmę Samsung Electronics należy do części Samsung Galaxy M. Został zaprezentowany 28 stycznia 2019 roku i wydany 5 lutego 2019 roku.

## Specyfikacje
Samsung M10 wyposażony jest w 6,2-calowy wyświetlacz. Telefon działa na systemie Android 10.